# Niger (fleuve)
Pour les articles homonymes, voir Niger (homonymie).
Le Niger, ou Djoliba en mandingue, est un fleuve d'Afrique occidentale, le troisième du continent par sa longueur après le Nil et le Congo. Il prend sa source en Guinée à 800 m d'altitude au pied des monts Loma pour, après une grande boucle aux confins du Sahel méridional, se jeter dans le golfe de Guinée, au Nigéria. Son cours traverse cinq États (la Guinée, le Mali, le Niger, le Bénin et le Nigéria), parmi lesquels deux tirent leur nom directement du fleuve (le Niger et le Nigéria).

## Étymologie

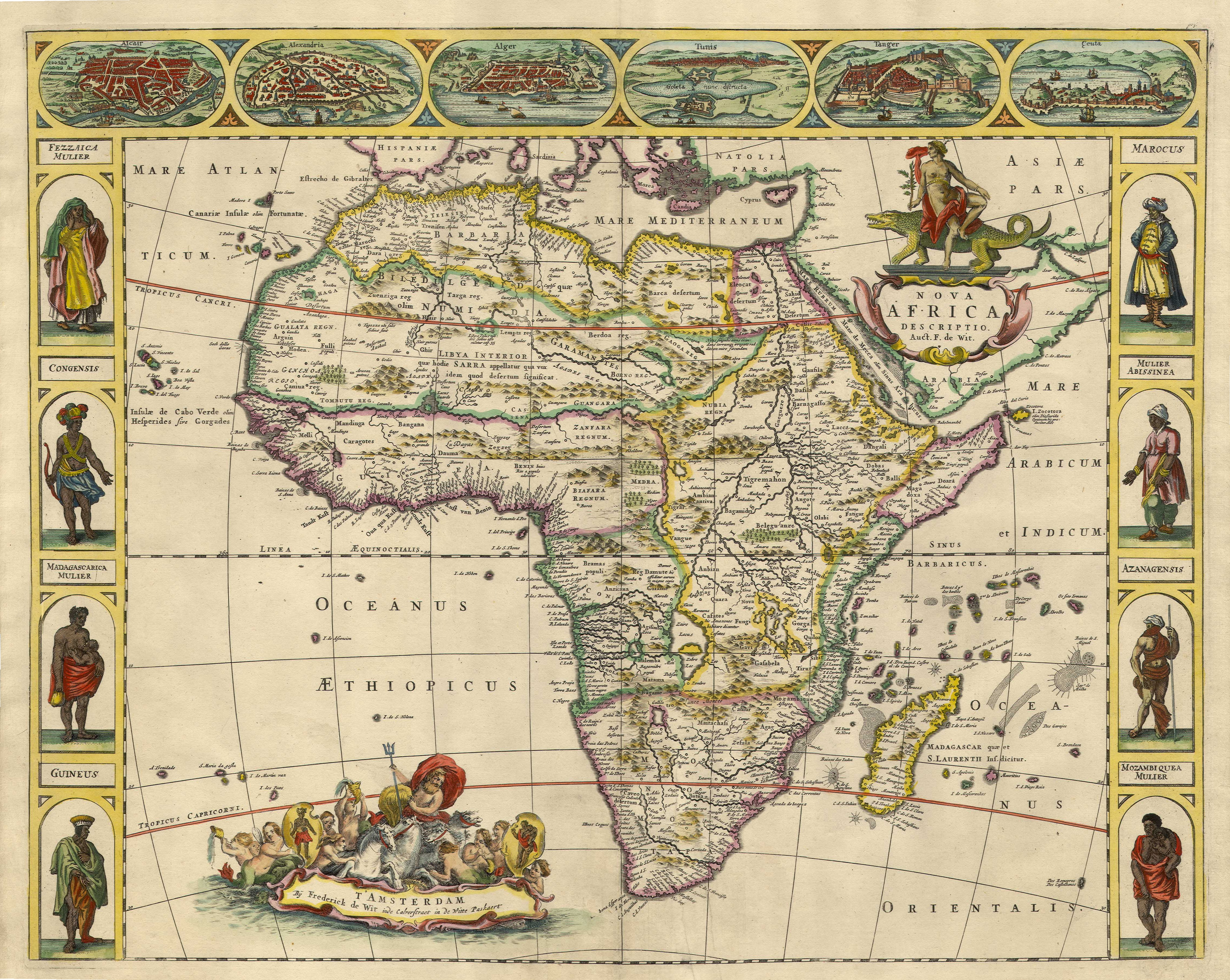
Carte de l'Afrique gravée et imprimée à Amsterdam, 1660.

L'étymologie du nom du fleuve est incertaine. Sur les anciennes cartes européennes, le nom est donné au bras moyen du fleuve au Mali actuel. Sur la carte hollandaise de 1660, ci-contre, le Niger apparaît comme identique au fleuve Sénégal (rio senega) qu'il prolonge après Tombouctou prenant alors le nom de fluvius Niger. Cette carte montre que les Européens connaissent l'existence d'un grand fleuve à l'intérieur des terres, mais n'en connaissent clairement ni la source (sur la carte, quelque part dans la région des Grands Lacs) ni le delta (confondu avec celui du fleuve Sénégal). Dans le golfe du Bénin, le fleuve qui débouche n'est pas identifié par le cartographe.
Il est tentant de faire du latin Niger (« noir ») l'étymon du fleuve. Mais les Portugais, premiers explorateurs et colonisateurs des côtes africaines, nous auraient laissé, sans avoir recours au latin, un Rio Negro (comme ils l'ont fait ailleurs, au Brésil, par exemple) en utilisant leur propre langue dans les cartes diffusées. De plus, les eaux du fleuve ne sont pas noires (ce qui explique le plus souvent l'appellation de rio negro). La tentation d'explication suivante serait de dire que le fleuve a été nommé ainsi pour le désigner comme le « fleuve des Noirs ». Elle ne tient pas non plus : aucune autre rivière africaine, asiatique ou américaine n'a pris le nom de la couleur du peuple qui en habite les rives.
L'explication la plus probable est que les Portugais, comme ils le font pour le Sénégal, adoptent le nom local du fleuve et l'étymologie la plus probable, si l'on retient cette hypothèse, est le touareg gher n gheren (« fleuve des fleuves ») abrégé en ngher et en usage le long des rives à Tombouctou.
Il est utile, en soutien de l'étymon d'origine berbère, de mentionner que la table de Peutinger mentionne un fleuve africain, le flumen Girin (« fleuve Girin ») et légende : Hoc flumen quidam Grin vocant, alii Nilum appellant, dicitur enim sub terra Etyopium in Nylum ire Lacum, « ce fleuve est nommé Grin, d'autres l'appellent Nil. On dit qu'il coule au sud de (« sous ») l'Éthiopie (« l'Afrique ») et se jette dans le lac du Nil. » Notons qu'en dépit de ces explications, le Girin et le Nil ne sont pas, topographiquement parlant, reliés par le cartographe antique. Une dernière source antique est à considérer, Pline l'Ancien mentionne en effet dans son Histoire naturelle, à plusieurs reprises, un fleuve Nigris, dont il indique qu'il est la frontière entre la province d'Afrique et l'Éthiopie, dans son sens antique, c'est-à-dire l'Afrique sub-saharienne. Lui aussi le compare au Nil, en les séparant très nettement. Il place sa source entre deux peuples et indique le nom d'une ville. Il évoque également le récit de Caius Suetonius Paulinus au sujet d'un fleuve saharien nommé Ger. Cependant, cette dernière mention concerne peut-être plutôt l'Oued Guir. Le Niger a plusieurs noms locaux dont le mandingue Jeliba ou Joliba ou Dhioliba, le songhaï Issa Beri (littéralement: le grand cours d'eau).

## Géographie

### L'énigme du Niger
Le Niger est longtemps resté une énigme pour les géographes occidentaux. Les caravanes sahéliennes qui commerçaient avec l'Afrique du Nord depuis Tombouctou rapportaient que cette ville était irriguée par un grand fleuve mais c'était la seule information dont disposaient les géographes européens qui, de manière plus ou moins sérieuse et plus ou moins documentée, ont rempli les espaces vides. Les hypothèses les plus fantaisistes étaient avancées.
Certains le confondaient avec le Sénégal ou avec le Congo, d'autres en faisaient une branche du Nil et pour d'autres encore, c'était une rivière tributaire d'un lac intérieur.

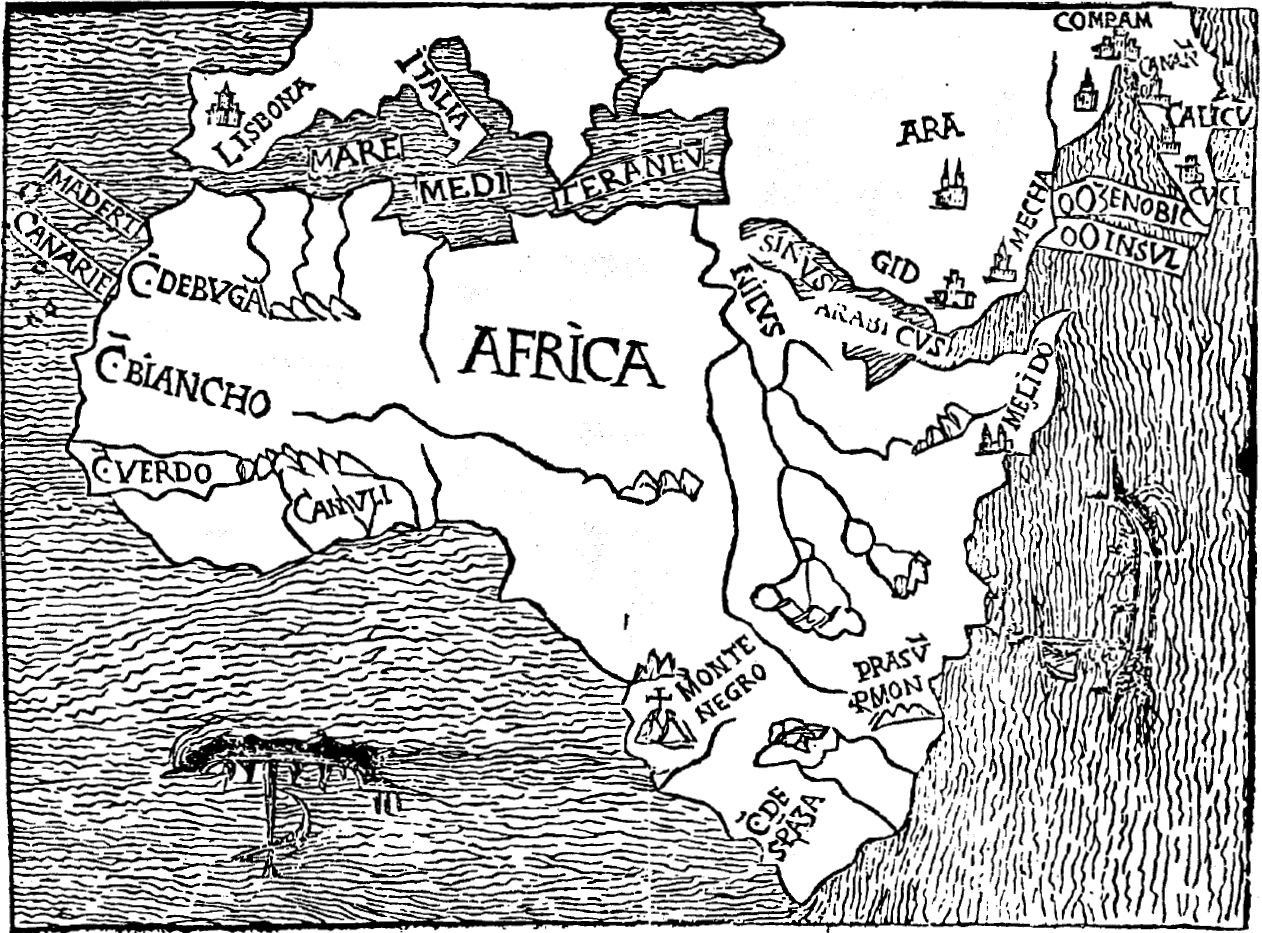
En 1508, sur cette carte portugaise, un grand fleuve intérieur au continent est connu. Sa source et son delta ne sont pas indiqués.
En 1570, sur cette carte hollandaise, le Niger est lié au Sénégal. Le Rio Real se jette dans le golfe du Bénin.
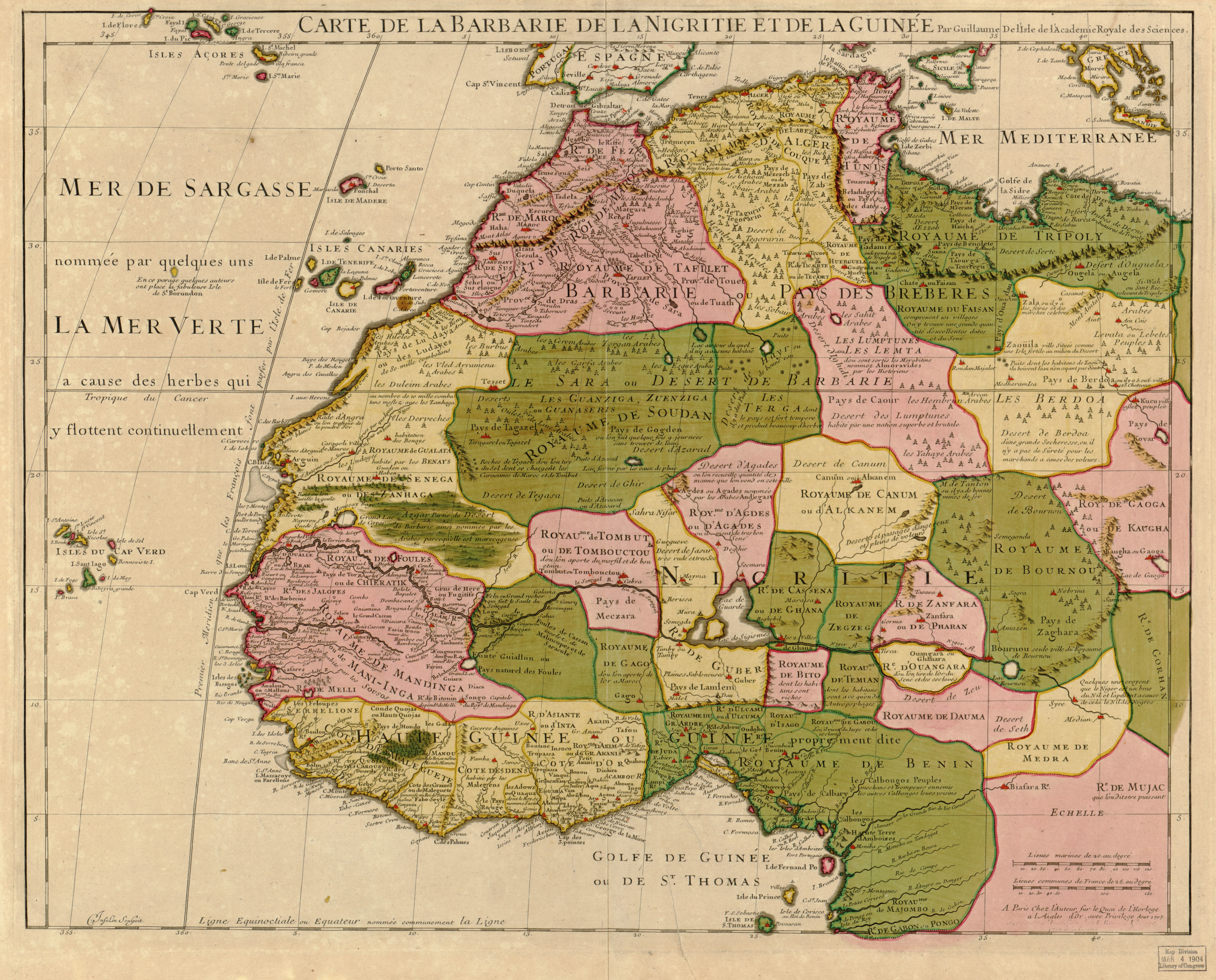
En 1707, cette carte française montre le Niger qui se jette encore dans le Sénégal, son delta intérieur est clairement identifié. Le Rio Formosa se jette dans le golfe du Bénin.
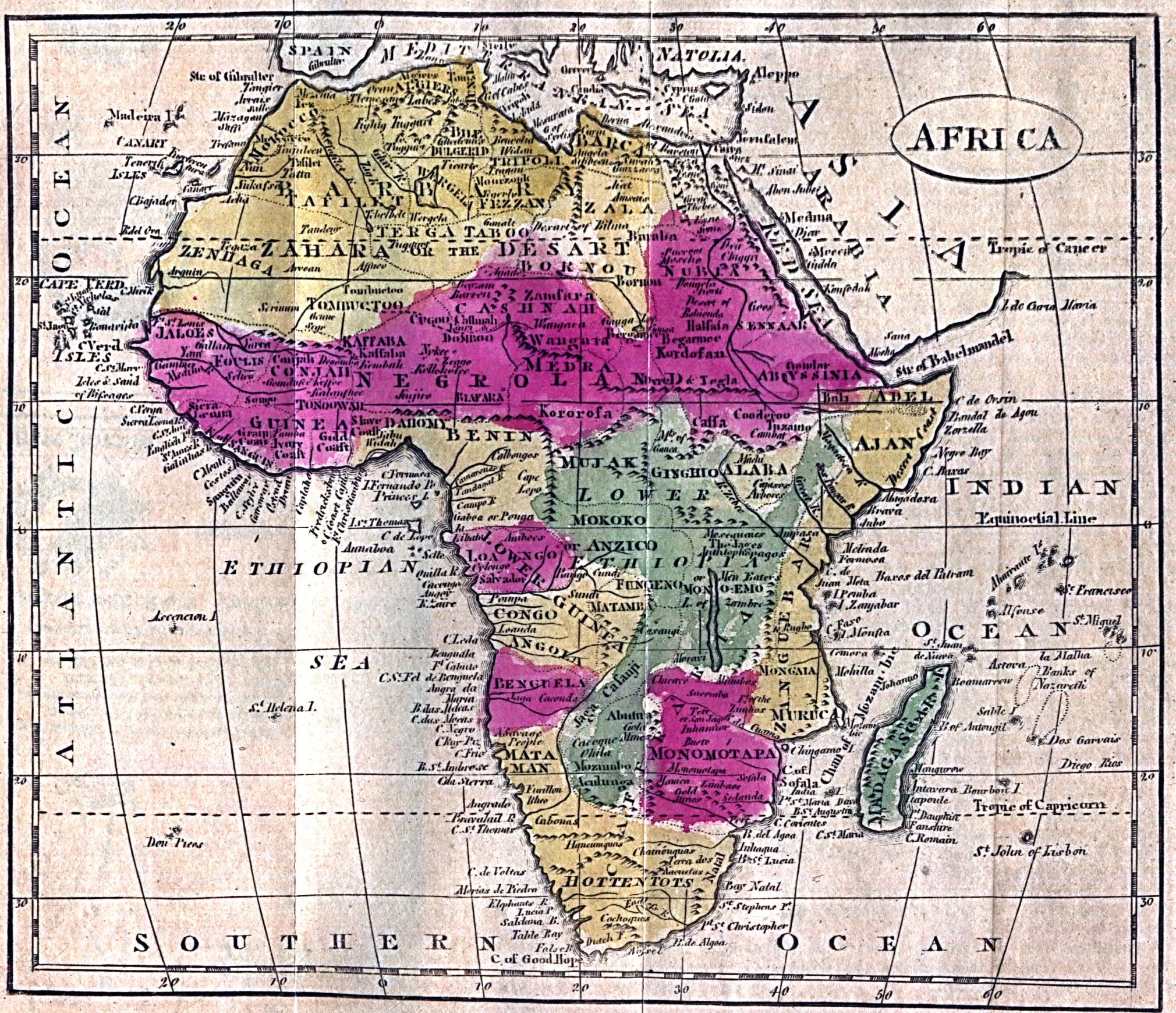
Sur cette carte de 1808, le cartographe désormais au courant de l'« énigme » du Niger prend ses précautions : un fleuve existe vers Tombouctou mais il ne possède pas d'embouchure maritime.

Dans le livre V de son Histoire naturelle, Pline l'Ancien mentionne ce fleuve à plusieurs reprises : « le fleuve Nigris sépare l'Afrique de l'Éthiopie ». L'Afrique était pour Pline la province romaine correspondant à notre Afrique du Nord et l'Éthiopie, un terme générique désignant toute l'Afrique noire. « Dans l'intérieur de l'Afrique, du côté du midi, au-dessus des Gétules, et après avoir traversé des déserts, on trouve d'abord les Libyégyptiens, puis les Leucéthiopiens; plus loin, des nations éthiopiennes : les Nigrites, ainsi nommés du fleuve dont nous avons parlé. » Cette mention corrobore l'hypothèse faite ci-dessus sur l'étymologie du nom : le peuple africain prend, pour l'auteur latin son nom du fleuve et non l'inverse. « Le Nigris a la même nature que le Nil ; il produit le roseau, le papyrus et les mêmes animaux ; la crue s'en fait aux mêmes époques; il a sa source entre les Éthiopiens Taréléens et les Oecaliques. » Hélas pour les géographes futurs, Pline ne nous renseigne pas sur ces deux peuples. La source du Niger reste donc un mystère imprécis. Plus loin, Pline suppose que le Nil et le Niger sont reliés entre eux : « [le Nil] se dérobe encore une fois dans des déserts de vingt journées de marche, jusqu'aux confins de l'Éthiopie ; et lorsqu'il a reconnu derechef la présence de l'homme, il s'élance, sans doute jaillissant de cette source qu'on a nommée Nigris. Là, séparant l'Afrique de l'Éthiopie, les rives en sont peuplées, sinon d'hommes, du moins de bêtes et de monstres : créant des forêts dans son cours, il traverse par le milieu l'Éthiopie, sous le nom d'Astapus, mot qui, dans la langue de ces peuples, signifie une eau sortant des ténèbres. »

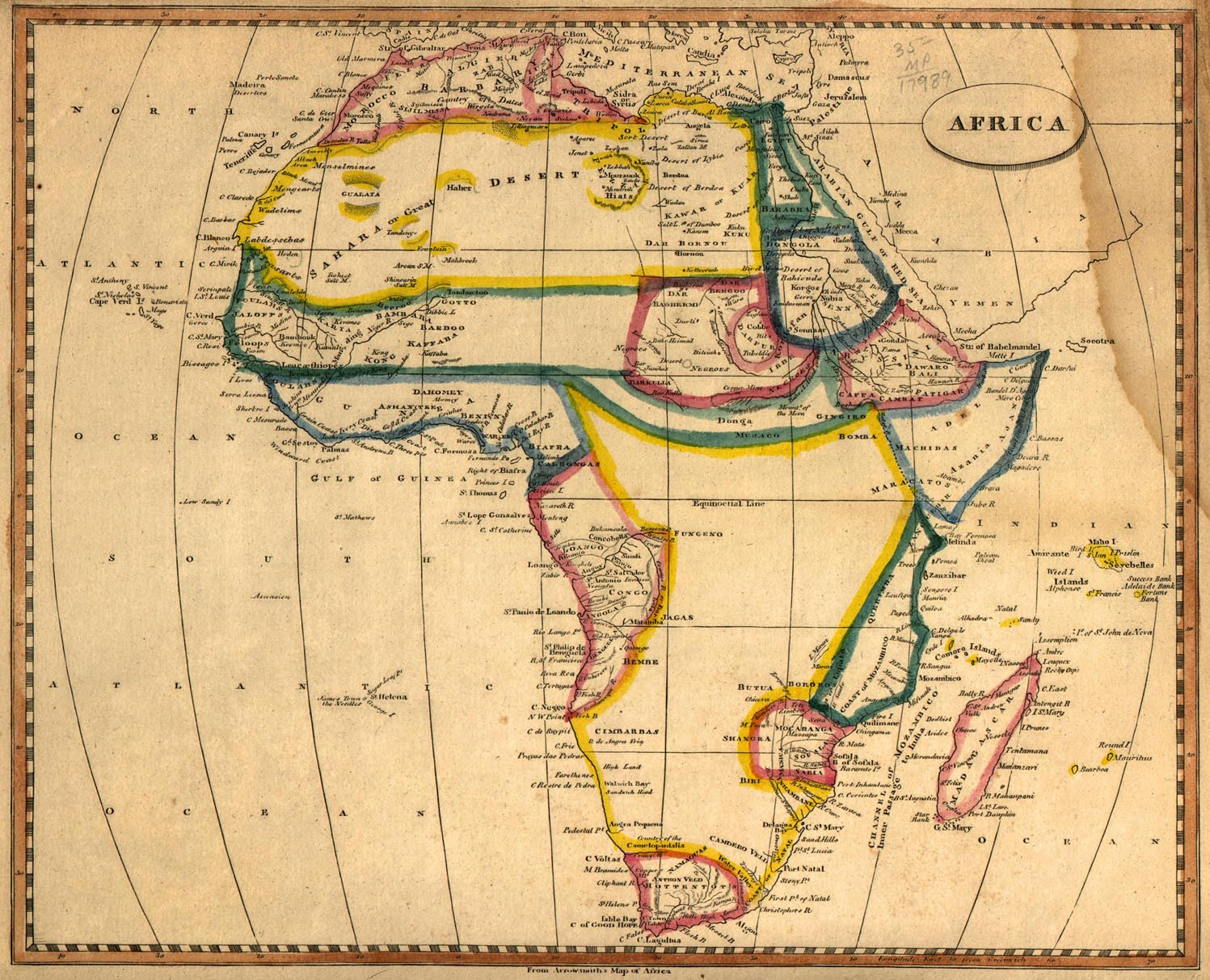
En 1812, Le Niger est encore crédité d'un cours est-ouest et son embouchure est située « quelque part » au Sierra Leone.

Au milieu du XIVe siècle, le voyageur et géographe berbère, Ibn Battûta, traverse le Sahara, longe le Niger qu'il croit, lui aussi, être le Nil, pour rejoindre Gao, et l'empire du Mali. Il remonte le fleuve jusque Tombouctou qu'il quitte en traversant le désert vers son Maroc natal — il ne tente pas, hélas pour la précision géographique, de le remonter jusqu'à l'Égypte. Le flou reste entier.
Un siècle plus tard, les explorateurs portugais sont les premiers à explorer systématiquement et à coloniser les côtes africaines pour sécuriser la route maritime vers l'Inde. Le Niger est toujours mentionné sur leurs cartes mais, la plupart du temps, comme l'amont du fleuve Sénégal. À dire vrai, l'Afrique intérieure les intéresse peu.
Cela reste vrai pour les puissances coloniales successives qui prennent la haute main en mer : Hollandais, Français, Anglais, tous dressent des cartes et toutes se trompent quant au fleuve qui nous intéresse.
À la fin du XVIIIe siècle, il devient clair que le Niger n'est pas le Nil ni le Sénégal et Tombouctou est une ville mythique dans l'imaginaire européen à la suite des descriptions qu'en a laissées Léon l'Africain sur sa richesse en or, étoffes et esclaves, qui aiguise la soif de connaissance (sinon d'or) des Européens. Les Anglais fondent, en 1788, l'Association pour la promotion et la découverte des parties intérieures de l'Afrique (Association for Promoting the Discovery of the Interior Parts of Africa), plus connue sous le nom abrégé d'« Association africaine ». Son but est la localisation précise de Tombouctou et la définition du tracé du Niger. Plusieurs expéditions sont organisées.
Le major Daniel Houghton (1740-1791) établit que le cours du fleuve orienté ouest-est empêche qu'il soit le prolongement du fleuve Sénégal. Il meurt lors d'une expédition exploratoire. Le véritable découvreur du Niger est Mungo Park, un Écossais de 24 ans (indirectement à l'origine du mythe des Monts de Kong, qui délimiteront sur la plupart des cartes du XIXe siècle le bassin du Niger du golfe de Guinée), qui a, lors d'une expédition en 1805, descendu le fleuve sur 1 600 km de Bamako à Boussa afin de prouver sa route exacte vers l'océan Atlantique. Il ne revint jamais de son expédition, et restait à en trouver la source.
Alexander Gordon Laing, militaire britannique en poste au Sierra Leone, est le premier explorateur qui, au début des années 1820 estime avec précision les coordonnées géographiques de la source du fleuve, quand bien même il ne peut l'atteindre. Il meurt, lui aussi, à Tombouctou en 1826 lors d'une mission géographique d'exploration du cours du Niger. En 1828, René Caillé est le premier Européen à revenir vivant de Tombouctou, ce qui lui vaut un prix de la part de la Société de géographie. Il fait part de ses découvertes dans son récit Voyage à Temboctou et à Djenné dans l'intérieur de l'Afrique, publié en 1830.
Envoyés par Charles-Auguste Verminck (1827-1911), industriel, armateur et négociant marseillais (commerce des huiles notamment d'arachide) implanté en Guinée, au Sénégal et au Sierra Leone, Marius Moustier et Josua Zweifel remontèrent en 1879 le fleuve Niger jusqu'à ses sources considérées comme sacrés et qu'ils ne purent donc approcher davantage.
Adolphe Burdo, membre de la Société royale belge de géographie, fait deux voyages en Afrique centrale en 1878 et 1880 et remonta le Niger jusqu'à sa jonction avec la Bénoué. Au retour, il publie Niger et Bénué en 1880.

### Bassin hydrographique

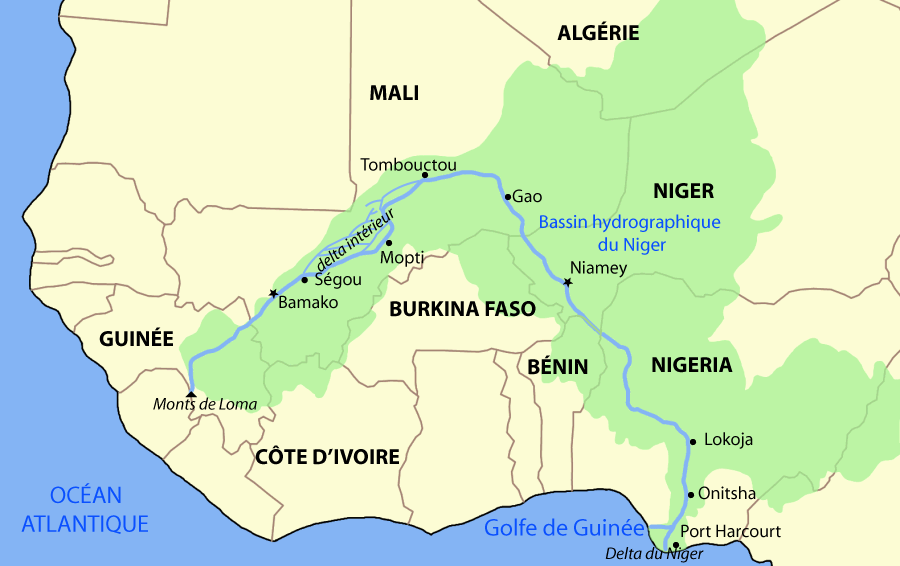
Le bassin du fleuve Niger.

Il prend sa source au pied des monts Loma, à la frontière de la Sierra Leone et de la Guinée. Il prend une direction nord-est, traversant la Guinée et le sud du Mali où, après avoir traversé Bamako, il reçoit le Bani, qui vient de Côte d'Ivoire. Par la suite il passe à une dizaine de km au sud de Tombouctou, puis arrose Gao.
Entre KéMacina et Tombouctou il s'étend en une vaste plaine inondée de près de 40 000 km2 au maximum de l'inondation, dans ce qu'on appelle le delta intérieur, où son débit est réduit. Il y perd entre 25 et 50 % de ses eaux, principalement par évaporation.
Le Niger se dirige ensuite vers le sud-est, traverse l'Ouest du Niger dont la capitale Niamey, longe la frontière Niger-Bénin, puis pénètre au Nigeria. Il s'oriente alors de plus en plus vers le sud-est, à destination d'un delta du Niger marécageux. Ensuite, par la rive gauche, le fleuve reçoit à Lokoja son principal affluent, la Bénoué, en provenance du Cameroun, qui double son débit avant le delta maritime. Enfin, parvenu dans la forêt nationale de Bayelsa, le Niger prend la direction de l'ouest pour rejoindre le golfe de Guinée à Agge après un périple de 4 184 kilomètres. D'autres bras se dirigent vers le sud, et notamment le Nun qui finit dans le même golfe à Okunbiribelo.
Malgré sa faible anthropisation, le fleuve Niger fait partie de ces fleuves (tout comme le Sénégal) qui ont été fortement aménagés depuis les années 1980 à cause de l'accentuation de la sécheresse. Par le biais de l'Autorité du Bassin du Niger (ABN), organisme de coopération internationale entre neuf pays qui se partagent son bassin (1980), et la création de l'Office du Niger (1932), le fleuve constitue un véritable enjeu agricole mais aussi électrique. L'aménagement de barrages (le barrage hydroélectrique de Sélingué, celui de Kainji) a désormais la vocation de sortir les pays africains de la dépendance énergétique (hydroélectricité) et céréalière (irrigation de périmètre de riziculture).
Les pays membres de l’Autorité du bassin du Niger ont signé à Niamey le 30 avril 2008 la charte de l’eau du bassin du Niger. Cet instrument juridique concerne l’ensemble des « activités consacrées à la connaissance, la gouvernance, la préservation, la protection, la mobilisation et l’utilisation des ressources en eau du bassin » et s’applique au fleuve Niger, à ses affluents, sous affluents et défluents.

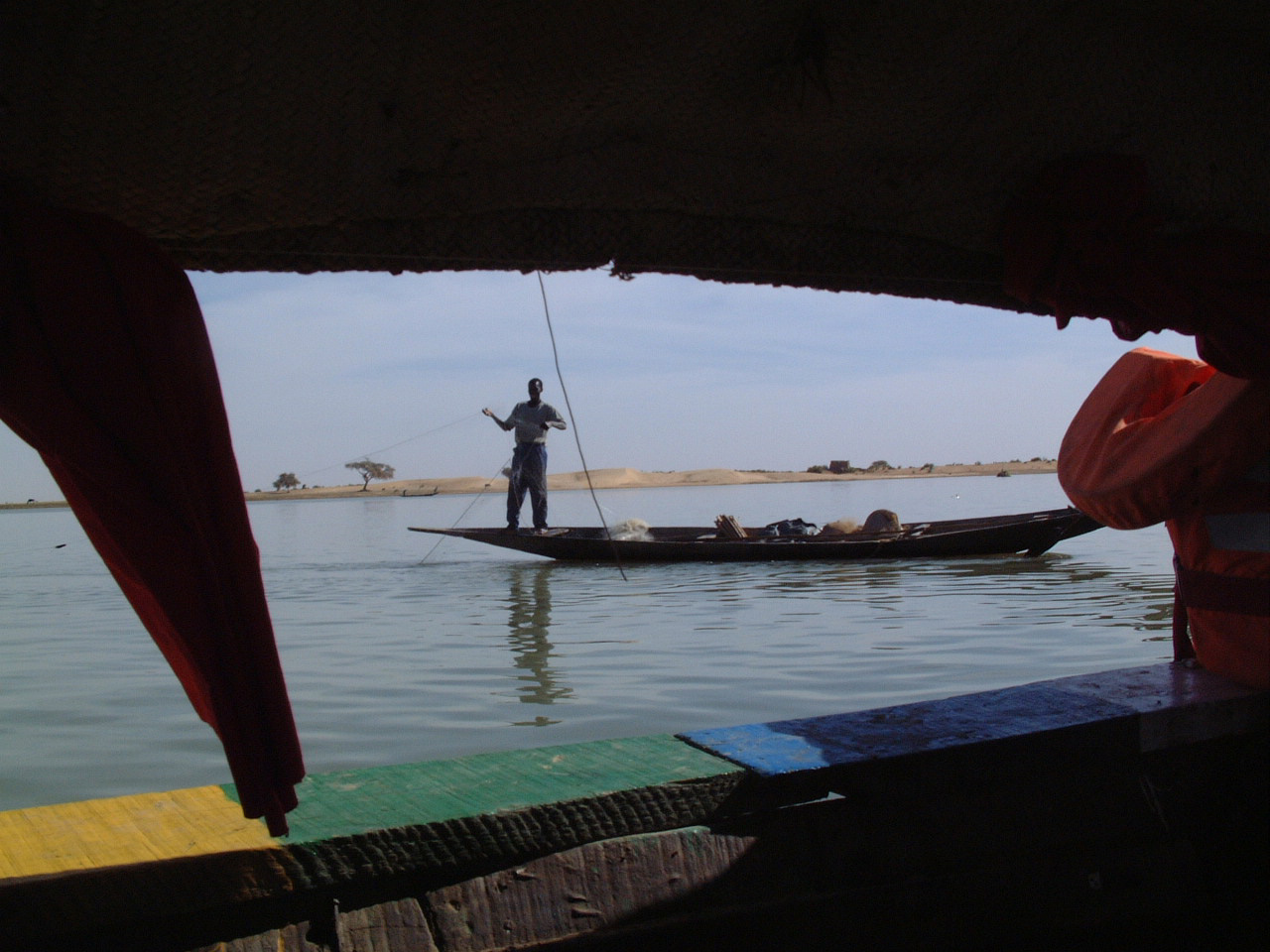
Pêcheur Bozo sur le fleuve Niger près de Gao, au Mali.

### Affluents

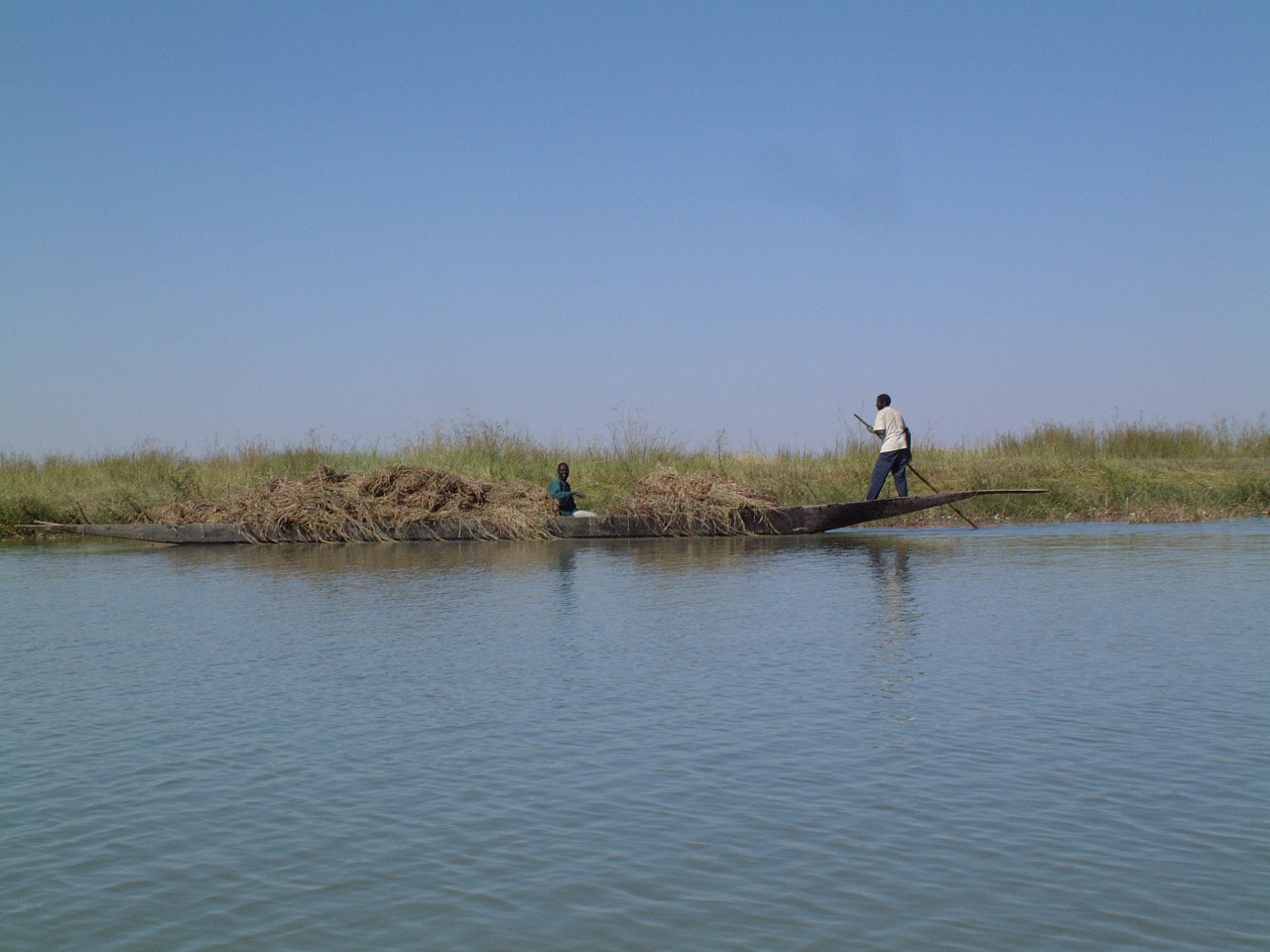
Moisson en pinasse sur le fleuve Niger près de Bourem, au Mali.

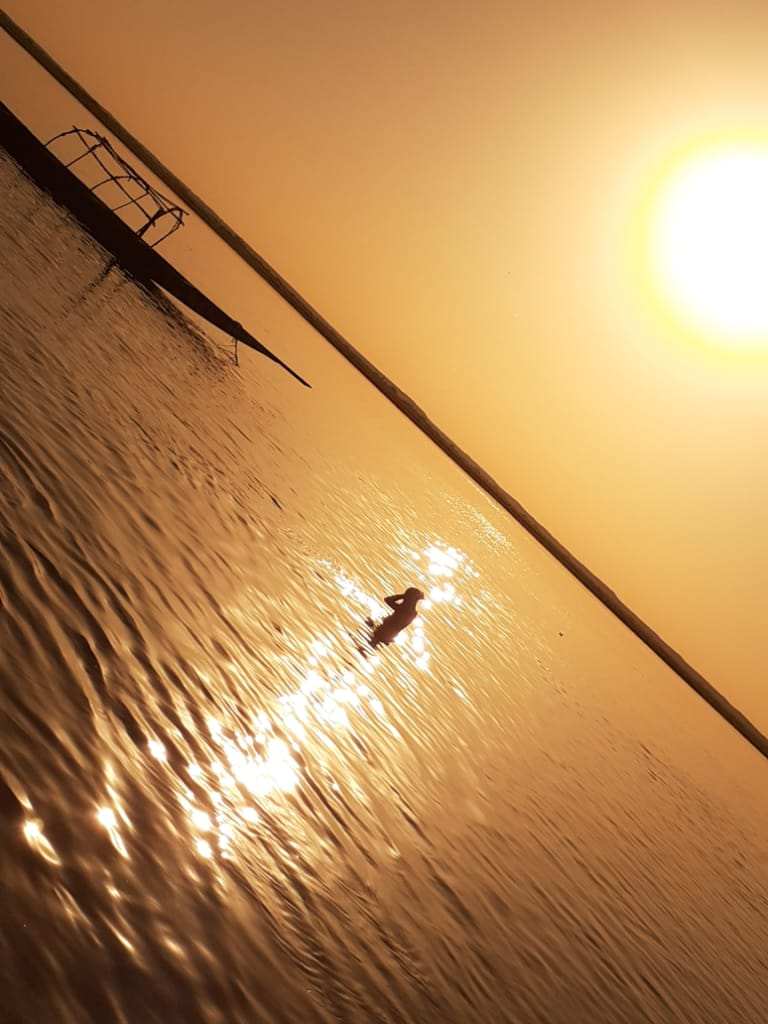
Un coucher de soleil sur le fleuve Niger.

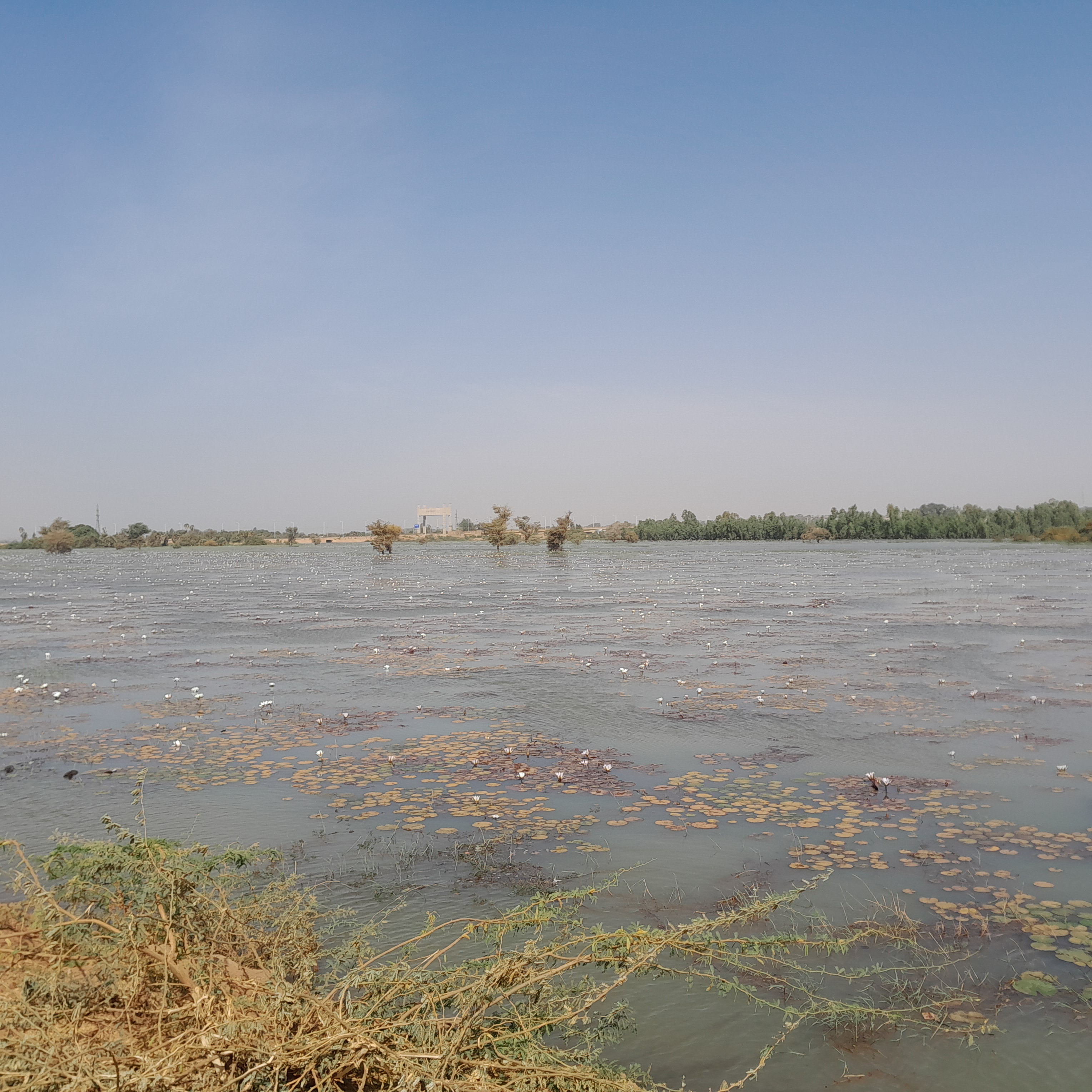
Vue sur le fleuve Niger à partir de la digue

Le cours du fleuve peut être divisé en quatre sections :
1. le haut Niger reçoit les eaux des rivières Tinkisso, Niandan, Milo et Sankarani ;
2. le delta central du Niger est arrosé par le Bani ;
3. le Niger moyen bénéficie de l'apport des affluents Gorouol, Dargol, Sirba, Tapoa, Goroubi, Diamangou, Mékrou, Alibori et Sota. L'Azawagh est un affluent fossile ;
4. le Niger inférieur a pour affluents principaux le Sokoto, le Kaduna et la Bénoué.

### Principales villes arrosées
De l'amont vers l'aval, les villes suivantes sont arrosées par le fleuve : Faranah, Kouroussa et Siguiri (Guinée), la capitale du Mali : Bamako, Koulikoro, Ségou, Djenné, Mopti, Niafunké, Gao, Tillabéri, Niamey, Kollo, Say, Gaya, Malanville, Onitsha, Agge et Sengana.

## Gouvernance
En 2004 a été signée à Paris une déclaration sur « Les principes de gestion et de bonne gouvernance pour un développement durable et partagé du bassin du Niger » par neuf chefs d'État et de gouvernement (Bénin, Burkina Faso, Cameroun, Tchad, Côte d’Ivoire, Guinée, Mali, Niger, Nigeria). Une « vision claire et partagée » du Bassin du Niger a été élaborée, afin de créer un « environnement propice » à la coopération et de préparer un « Plan d’Action de Développement Durable (PADD) », accepté par tous les acteurs du bassin.
En 2002, les autorités du Mali ont créé par l'Ordonnance no 02-049/P-RM du 29 mars 2002, l'Agence de bassin du fleuve Niger (ABFN) avec comme mission principale « la sauvegarde du fleuve Niger, de ses affluents et de leurs bassins versants sur le territoire de la République du Mali, et la gestion intégrée de ses ressources ». L'Agence est créée sous la forme d'un Établissement public à caractère administratif (EPA) doté de la personnalité morale et de l'autonomie financière. Afin de lutter contre l'importante pollution du fleuve, elle a lancé un projet en 2018 pour recueillir des données sur la qualité de l'eau aux alentours de Bamako.
Le fleuve Niger fait l'objet d'une gestion intégrée des ressources en eau, dans le cadre du projet ECHEL-Eau du dispositif Challenge Programme Water & Food (CPWF) du Groupe consultatif pour la recherche agricole internationale.

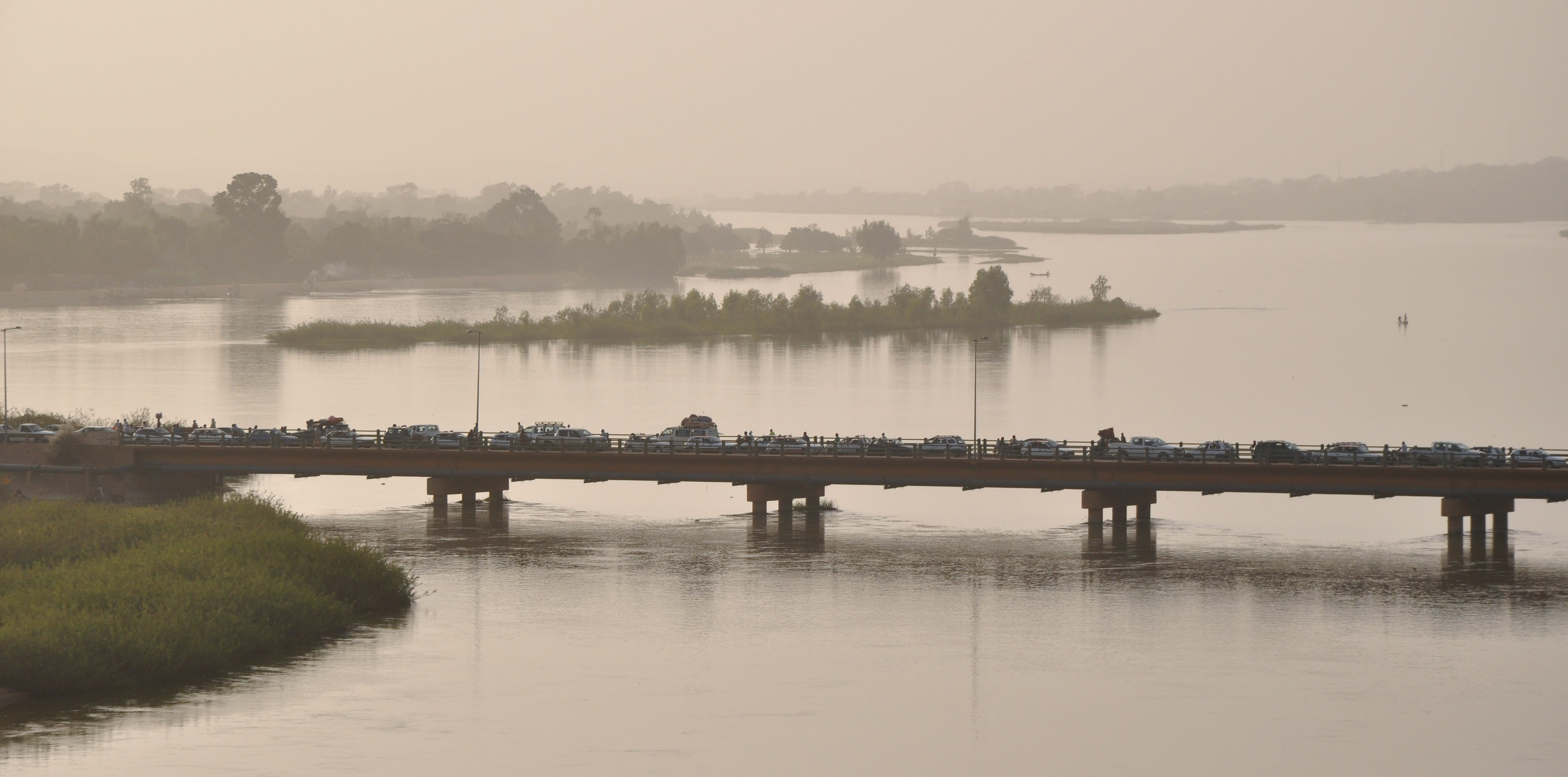
Le pont Kennedy du Niger.

## Ponts

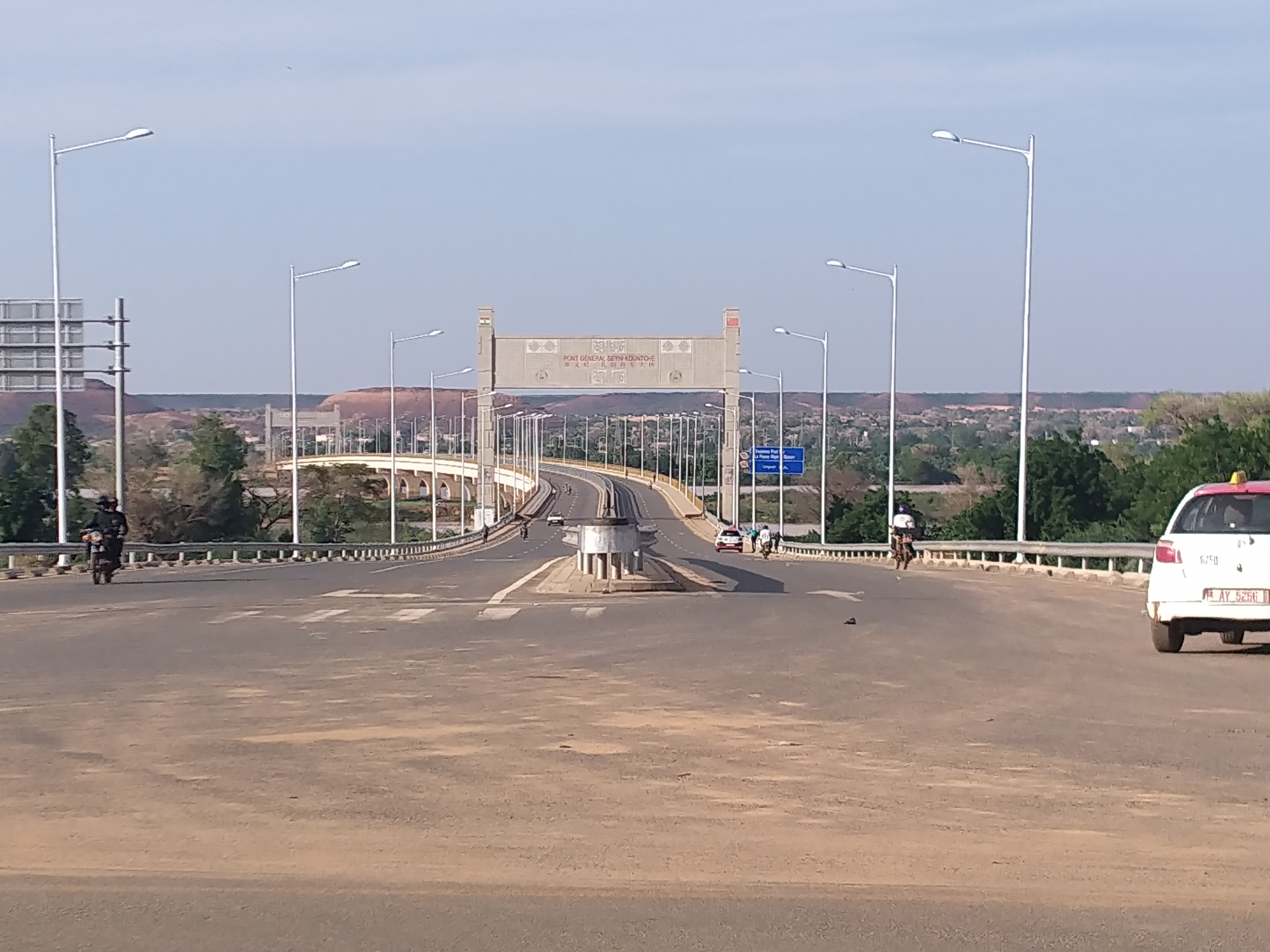
Pont Seyni Kountché de Niamey.

Il n'y a au total qu'une quinzaine de ponts permettant de traverser le fleuve Niger. En dehors de ces ponts, seules des barques assurent la traversée.

## Contes et légendes
Plusieurs contes et légendes entourent le fleuve.
Le plus marquant étant le conte étiologique La naissance du fleuve, recueilli et rédigé par Jean Muzi dans les années 1980. Il raconte l'histoire de la création mythologique du fleuve :

« Une vieille femme possédait un énorme taureau qu'elle élevait depuis sa naissance. Un jour, le boucher voyant cette belle bête, voulu s'en emparer. La vieille femme refusant, il alla voir le roi. Le roi, qui souhaitait gouter la chair de cet animal, accéda à sa requête. La vieille femme ne put rien faire de plus. Comme paiement on lui remit la graisse de l'animal. Après cela, quand la vieille femme partait de chez elle, à son retour la case était entièrement nettoyée. Voulant comprendre ce qu'il se passait, la vieille femme attendit, quand elle entendit du bruit, elle entra chez elle rapidement. Elle surprit une très belle jeune femme qui nettoyait. La jeune femme courut vers le panier où la vieille femme stockait la graisse, qui était vide. Comprenant ce qu'il se passait, cette dernière détruisit le panier et adopta la jeune fille. Elle s'occupa de la jeune fille aussi bien qu'elle le pouvait. Quelques semaines plus tard, le roi passant par là, vit la jeune fille et la trouva magnifique. Il demanda à la vieille femme de l'épouser. Ne pouvant se soustraire à une demande royale elle accepta. Le roi en fit sa favorite, il délaissa ses autres femmes et couvrit la jeune femme de cadeaux plus beaux les uns que les autres. Les autres femmes étant jalouses, elles complotèrent. Un jour où le roi était parti, elle forcèrent la jeune femme à cuisiner des graines pour le retour du roi. Mais la jeune femme était faite de graisse, et elle se mit à fondre. De là où elle se tenait se créa un cours d'eau, puis une rivière puis un fleuve. Le roi rentra, demanda sa favorite. Ses autres femmes lui dirent qu'elle était devenue fleuve. Le roi, ne pouvant se résoudre à la perdre, partit vers le fleuve, l'une de ses femmes, ne pouvant se résoudre à le perdre, le suivit. Il entra dans l'eau et devint hippopotame, elle entra dans l'eau et devint caïman. Depuis ce jour les caïmans et les hippopotames parcourent le fleuve Niger, qui s'écoule sans jamais tarir. »